# 木下グループ
株式会社木下グループ（きのしたグループ、英: KINOSHITA GROUP Co., Ltd.）は、東京都新宿区に本社を置く持株会社。ハウスメーカーの木下工務店など全26社を傘下に置く。

## 沿革
- 1956年3月23日 - 会社創業。
- 1987年12月15日 - 会社設立。
- 2002年4月 - 当時のメインバンクであったあさひ銀行が有する不良債権を債権放棄のうえサーベラス・キャピタル・マネジメントが株式の35%を取得し経営に参入。
- 2004年
  - 採算事業を木下工務店住宅販売に譲渡し、木下工務店は社名をプリムラに変更。
  - 木下工務店住宅販売を木下直哉（同姓ながら創業家一族との縁戚関係はない）が創業した、不動産投資用マンション販売を中心とする不動産業者のエム・シー・コーポレーションが買収。
  - 10月4日 - 木下工務店住宅販売を木下工務店（2代目）へ社名変更。
  - 10月 - プリムラが東京地裁から特別清算手続開始決定を受け事実上の倒産。
- 2006年4月1日 - 木下ホールディングス（持株会社）を設立。[2]
- 2007年10月4日 - エム・シー・コーポレーションがキノシタ・マネージメントに社名変更。
- 2008年
  - 3月7日 - ブラジル現地法人を設立。
  - 4月1日 - 木下工務店（2代目）が木下ホールディングスを吸収合併
  - 9月12日 - キノシタ・マネージメントがレオックからライフコミューンを買収。
- 2009年1月9日 - パキスタン現地法人を設立。
- 2011年2月2日 - キノシタライフ（旧：ライフコミューン）が木下の介護に社名変更。
- 2012年6月20日 - キノシタ・マネージメントがエフエムインターウェーブの株式90%をテレビ東京から取得し子会社化。
- 2012年10月4日 - 木下工務店（2代目）が株式会社木下ホールディングス（2代目）に商号変更すると共に持株会社化し、建築請負事業を株式会社木下工務店（3代目）に、不動産仲介事業・都市型マンション企画分譲事業を株式会社木下不動産にそれぞれ分離。合わせてキノシタ・マネージメントの賃貸事業を株式会社木下の賃貸に分離。
- 2016年7月1日 - 木下ホールディングス（2代目）が株式会社木下グループホールディングスに商号変更。
- 2018年1月21日 - 卓球の全日本選手権においてグループがメインスポンサーとなっている張本智和が、グループ所属選手の水谷隼を破り、史上最年少優勝を飾る。
- 2018年2月7日 - 新設されるTリーグ（卓球）に男子、女子参加決定。
- 2018年2月14日 - 第23回オリンピック冬季競技大会（平昌オリンピック）、スノーボード男子ハーフパイプ競技において、グループ所属選手の平野歩夢が2大会連続となる銀メダルを獲得する。
- 2018年7月2日 - 木下グループホールディングスが株式会社木下グループ（初代）に商号変更。
- 2018年7月26日 - アニメーション制作会社・株式会社福島ガイナックスの株式を100%取得、グループの子会社とする（公式発表は同年8月20日）。
- 2018年12月1日 - キノシタ・マネージメントが木下グループ（初代）を吸収合併し、株式会社木下グループ（2代目）に商号変更。
- 2019年5月20日 - BSデジタル放送の新規参入を発表（結果は落選）。
- 2020年新型コロナ感染症対策として、木下グループPCR検査センターの1号店を新橋にオープン。
- 2021年2月のプロ野球春季キャンプに合わせて読売巨人軍が沖縄・那覇に開設した「読売ジャイアンツ・スポーツ健康検査センター」の運営をサポート、9球団のほかJリーグの4チーム、現地の球場やホテルスタッフ、報道関係者など合計8,000人以上のPCR検査を実施した。また、ANAセールスと共同でPCR検査付きの旅行パッケージも展開、そのほか日本財団による「高齢者施設で働く方への定期的な無料PCR検査」（1日約5,000件）の運営サポートや、内閣官房の新型コロナウイルス感染症対策である「羽田空港等から北海道・沖縄県内の空港及び広島・福岡・鹿児島空港へ向かう便の搭乗者を対象とした無料のPCR検査・抗原定量検査を行って感染状況をモニタリング」への協力、埼玉県の高齢者施設等の職員を対象としたPCR検査（約5万4000件）を受託、東京ドームで実施の３区合同ワクチン接種事業への協力なども行う。

## 木下工務店

### 概要
- 関東地方を主な営業エリアとし、注文住宅の設計施工を行っている。当初は、関東地方のみを営業エリアとしていたが、現在は宮城にも進出し商圏を広げている。
- 木造軸組構法や2x4工法を主体とした住宅を主力商品として事業展開。また、下請けによる施工を行わず、直接自社管理による設計・施工を行っている。
- 1980年代から1990年代前半まで「ビューパレー」名称の分譲マンションのデベロッパー事業を展開していた。
- 2002年4月にメインバンクのあさひ銀行が保有する不良債権約500億円をサーベラス・キャピタル・マネジメントが再評価のうえ買取して債権放棄し、サーベラス傘下で経営再建を図るも頓挫。2004年に整理回収機構の企業再生スキームで注文住宅などの採算部門をグループ会社の木下工務店住宅販売へ事業譲渡し、エム・シー・コーポレーションが買収。法人格としては木下工務店住宅販売→木下工務店（2代目）→木下ホールディングス（2代目）→木下グループホールディングスに変更し現在へ至る。不採算部門が残った旧：木下工務店はプリムラに社名変更後同年9月に解散決議し、同年11月に特別清算となった。
- 2008年からは、ブラジルやパキスタンでのマンション分譲事業も行っている。

### 主な事業
- 注文住宅の設計・施工・販売
- 分譲住宅の設計・施工・販売
- 建設請負

#### 住宅地開発
- 白井・池の上／A、Bブロック｜千葉県白井市池の上。事業者は木下工務店のほかに細田工務店､箕輪不動産が参加。基本計画者は大野勝彦・大野建築アトリエ、1988年

## グループ企業

### 住まい
- 木下工務店
- 木下工務店ホーム - 注文住宅事業
- 木下工務店リフォーム - リフォーム工事、増改築、改装
- 木下不動産 - 都市型マンション企画分譲、不動産仲介
- 木下の賃貸 - 賃貸事業
- キノシタコミュニティ - 清掃業務、設備維持管理業務、マンション管理組合業務
- 木下抗菌サービス - 建物、遊具及びそれらの附属設備の除菌及び抗菌、衛生環境整備事業
- 木下消毒クリーンセンター - 建物、遊具及びそれらの附属設備の安全点検・修繕・清掃・保守・管理並びに有害生物、微生物防除等防疫消毒・除菌・抗菌・消臭・防臭・防カビ・防虫等の施工

### 医療・福祉・教育
- 木下の介護 - 介護サービス事業者
- 木下の保育 - 認可・認証・認定保育園の運営
- 木下福祉アカデミー - 教育事業
- 興生会 - 医療法人。介護老人保健施設ベルサンテの運営
- 和光会 - 医療法人社団。総合川崎臨港病院、介護老人保健施設「和光の園」の運営
- 松風会 - 社会福祉法人。特別養護老人ホーム「花みずき」の運営
- 北京木下医療科技有限公司（中国）- 高齢者事業に関するコンサルティング業務
- 新型コロナPCR検査センター - 臨床検査の受委託業務および検体受領代行業務

### スポーツ
- 木下テーブルテニスクラブ - スポーツに関する事業の運営、所属スポーツ選手のマネージメント業務
- KSM - スポーツ選手等のマネージメント、斡旋及びスポンサーシップ契約並びにコンサルティング
- 木下スケートアカデミー - フィギュアスケーターの育成

### エンタメ・その他
- キノフィルムズ - 映画製作・配給事業（キノシタ・マネージメントから事業分社化、作品については後節参照）
- kino cinéma（キノシネマ） - 映画館・アミューズメント施設・飲食店の運営（後節も参照）
- キノミュージック - 音楽ソフト製作
- 鈍牛倶楽部 - 芸能人等のマネージメント業
- KRE - 新エネルギーを利用した発電システムの運営
- 福島ガイナ - アニメーションミュージアム「福島さくら遊学舎」の運営、イベント事業等の業務。ガイナから同事業を分離移管して設立
- コピーライツアジア - キャラクター・ライフスタイルブランドを中心とした知的財産権の二次的使用許諾権の取得と管理
- ヒーローズ - コミック誌、キャラクターコンテンツの企画・運営・製作
- モボ・モガ - イベント企画、衣類の企画および販売並びに飲食にまつわる業務
- スペースクラフト - タレント、モデル、音楽家、声優のマネージメント

### 過去のグループ企業
- 木下未来学園 - 教育基本法、学校教育法、美容師法に従い、私立専修学校を設置し、学校教育を行うことを目的
- くすりのキノシタ - 薬局の経営
- 木下キャリアサポート - 労働者派遣事業及び有料職業紹介事業
- 慈愛会 - 保育事業、医療事業、保健衛生啓蒙活動、介護に関する事業
- JAPAN VIETNAM HUMAN RESOURCES JOINT STOCK COMPANY - 労働者派遣事業及び有料職業紹介事業
- キノブックス - 書籍出版事業
- 木下の台所 - 給食事業・仕出し料理・弁当の製造及び販売それに付随するサービス業
- Noz - 美容院の運営
- ハッツアンリミテッド - 音楽ソフト制作
- ガイナ（スタジオガイナ） - アニメーション制作。旧：福島ガイナックス。2018年7月に傘下入り、2025年8月にCreator's Xへ全株式を譲渡[3]

## テレビCM
- 映画「のんちゃんのり弁」CM
- 映画「ゼロの焦点」タイアップCM
- 映画「今度は愛妻家」タイアップCM
- 映画「孤高のメス」タイアップCM
- 映画「君が踊る、夏」タイアップCM
- 映画「相棒 -劇場版II- 警視庁占拠! 特命係の一番長い夜」タイアップCM
- 映画「指輪をはめたい」木下工務店の賃貸タイアップCM
- 映画「HOME 愛しの座敷わらし」木下工務店タイアップCM
- 映画「北のカナリアたち」木下工務店タイアップCM
- 3,000人のマイスターが作る家 編
- 木下工務店の賃貸CM「記者会見篇」
- 木下工務店の注文住宅CM「憧れの先輩篇」
- 木下工務店の賃貸CM「張り込み篇・前編」
- 木下工務店の賃貸CM「張り込み篇・後編」

## 文化支援事業
現法人となる旧：木下工務店住宅販売を買収した木下直哉が映画好きであり、2006年からは主に東映製作の邦画の製作委員会への出資、ギャガ・エフエムインターウェーブ（現・InterFM897）らの買収（ギャガ株は2014年11月に全て売却）、スポーツ競技のスポンサーやTVアニメの製作委員会参加など資金面で支援する文化支援事業（メセナ）を積極的に推進しており、エンターテインメントビジネスの一翼を担っている。
2018年8月には前述したとおり、アニメーション製作会社・株式会社ガイナを子会社とし、より深くアニメ製作へと関わる姿勢を表明した。

## スポーツ事業

### 木下グループ所属スポーツ選手

#### スポーツアンバサダー
- 水谷隼

#### 卓球
2018年10月に開幕をした日本の卓球リーグであるTリーグに男子・女子共に参加。
詳しくは木下マイスター東京および木下アビエル神奈川を参照。
男子
- 及川瑞基
- 大島祐哉
- 𠮷田雅己
- 田添健汰
- 松島輝空
- 篠塚大登

女子
- 平野美宇
- 長﨑美柚
- 張本美和
- 木原美悠

#### フィギュアスケート
- 島田高志郎
- 木原龍一
- 三浦璃来
- 島田麻央

#### サーフィン
- 五十嵐カノア
- 都築有夢路

#### 障害馬術
- カレン・ポーリー

#### 競泳
- 南出大伸

### 協賛スポーツ大会
- フィギュアスケートジャパンオープン（2006年よりスポンサー）
- 全日本大学女子選抜駅伝競走大会（2006年）
- 福岡国際マラソン（2022年）
- ジャパン・オープン・テニス選手権 （ATP 500, 2023年から特別協賛）
- ジャパン女子オープンテニス (WTA 250, 2023年から特別協賛)
- スターズ・オン・アイス
- Bloom On Ice
- 木下トロフィー争奪フィギュアスケート大会
- 東北・みやぎ復興マラソン

### ネーミングライツ
- 木下アカデミー京都アイスアリーナ（2019年から10年間）

### メインスポンサー
- 湘南ユナイテッドBC（B3リーグ、2022年 - ）

### ユニフォームスポンサー
- ベガルタ仙台（2022年 - ）

### パートナーシップ契約
- ロサンゼルドジャース（2024年～）

### 過去の所属選手
卓球
- 水谷隼
- 張本智和

セーリング
- 高橋レオ

スケートボード
- 西村碧莉
- 西村詞音
- 中村貴咲
- 平野歩夢

競泳
- 石田華子
- 関口美咲
- 武良竜也

- 野中大暉

フィギュアスケート
- キャシー・リード
- クリス・リード
- 紫田嶺
- 須崎海羽
- 高橋成美
- 宮原知子
- 村元哉中
- マーヴィン・トラン
- ヴィンセント・ジョウ

## 映画事業

### 映画館の運営
2018年10月に設立されたグループ会社の株式会社 kino cinéma（キノシネマ）が、2019年に横浜のみなとみらいエリアに「kino cinémaみなとみらい」東京の立川駅高島屋内に「kino cinéma立川髙島屋S.C.館」2020年に福岡の天神エリアに「kino cinéma天神」2021年兵庫県神戸エリア、神戸国際会館内に「kino cinéma神戸国際」2023年11月に東京23区内初出店で5館目となる「kino cinéma新宿」がオープン。。
木下グループのキノフィルムズが配給する作品に加えて、世界中のバラエティに富んだ作品の上映、若者、大人、そして子供たちやファミリーまでが映画館で楽しんでいただけるような作品を洋画・邦画問わず上映している。

### 出資作品
- 2006年
  - I am 日本人
- 2007年
  - 未来予想図 〜ア・イ・シ・テ・ルのサイン〜
- 2008年
  - 築地魚河岸三代目
  - パンダフルライフ
  - 櫻の園
  - 劇場版 さらば仮面ライダー電王 ファイナル・カウントダウン
  - まぼろしの邪馬台国
  - 劇場版 ゲゲゲの鬼太郎 日本爆裂!!
- 2009年
  - 少年メリケンサック
  - 釣りキチ三平
  - チェンジリング
  - 映画 プリキュアオールスターズDX みんなともだちっ☆奇跡の全員大集合!
  - 鴨川ホルモー
  - 劇場版 超・仮面ライダー電王&ディケイド NEOジェネレーションズ 鬼ヶ島の戦艦
  - BABY BABY BABY!
  - GOEMON
  - 真夏のオリオン
  - ぼくのおばあちゃん
  - カムイ外伝
  - さまよう刃
  - のんちゃんのり弁
  - 風が強く吹いている
  - ゼロの焦点
  - 映画 フレッシュプリキュア! おもちゃの国は秘密がいっぱい!?
  - 仮面ライダー×仮面ライダー W&ディケイド MOVIE大戦2010
- 2010年
  - 今度は愛妻家
  - おとうと
  - 侍戦隊シンケンジャーVSゴーオンジャー 銀幕BANG!!
  - 交渉人 THE MOVIE タイムリミット高度10,000mの頭脳戦
  - 仮面ライダー×仮面ライダー×仮面ライダー THE MOVIE 超・電王トリロジー
  - ゼブラーマン2 ゼブラシティの逆襲
  - 映画 プリキュアオールスターズDX2 希望の光☆レインボージュエルを守れ!
  - 誰かが私にキスをした 〜MEMOIRS OF A TEENAGE AMNESIAC〜
  - 孤高のメス
  - ルー=ガルー
  - 君が踊る、夏
  - 映画 ハートキャッチプリキュア! 花の都でファッションショー…ですか!?
  - ふたたび swing me again
  - 行きずりの街
  - バトル・ロワイヤル3D
  - 仮面ライダー×仮面ライダー オーズ&ダブル feat.スカル MOVIE大戦CORE
  - 相棒 -劇場版II- 警視庁占拠! 特命係の一番長い夜(協賛のみ)
- 2011年
  - 天装戦隊ゴセイジャーVSシンケンジャー エピックon銀幕
  - わさお
  - 映画 プリキュアオールスターズDX3 未来にとどけ! 世界をつなぐ☆虹色の花
  - オーズ・電王・オールライダー レッツゴー仮面ライダー
  - これでいいのだ!!映画★赤塚不二夫
  - 手塚治虫のブッダ -赤い砂漠よ!美しく-
  - 小川の辺
  - 探偵はBARにいる
  - 僕たちは世界を変えることができない。
  - ツレがうつになりまして。
  - 映画 スイートプリキュア♪ とりもどせ! 心がつなぐ奇跡のメロディ♪
  - 指輪をはめたい（自社作品）
  - 忌野清志郎 ナニワ・サリバン・ショー〜感度サイコー!!!〜（自社作品）
  - 仮面ライダー×仮面ライダー フォーゼ&オーズ MOVIE大戦MEGA MAX
- 2012年
  - セイジ-陸の魚-（自社作品）
  - 海賊戦隊ゴーカイジャーVS宇宙刑事ギャバン THE MOVIE
  - 映画 プリキュアオールスターズNewStage みらいのともだち
  - 僕達急行 A列車で行こう
  - 仮面ライダー×スーパー戦隊 スーパーヒーロー大戦
  - 臨場 劇場版
  - 莫逆家族 バクギャクファミーリア
  - 新しい靴を買わなくちゃ
  - 宇宙刑事ギャバン THE MOVIE
  - 映画 スマイルプリキュア! 絵本の中はみんなチグハグ!
  - 仮面ライダー×仮面ライダー ウィザード&フォーゼ MOVIE大戦アルティメイタム
- 2013年
  - 特命戦隊ゴーバスターズVS海賊戦隊ゴーカイジャー THE MOVIE
  - 映画 プリキュアオールスターズNewStage2 こころのともだち
  - 仮面ライダー×スーパー戦隊×宇宙刑事 スーパーヒーロー大戦Z
  - 探偵はBARにいる2 ススキノ大交差点
  - 忍たま乱太郎 夏休み宿題大作戦!の段
  - 映画 ドキドキ!プリキュア マナ結婚!!?未来につなぐ希望のドレス
  - ルームメイト
  - キャプテンハーロック -SPACE PIRATE CAPTAIN HARLOCK-
  - 二流小説家-シリアリスト-
  - 人類資金
  - ばしゃ馬さんとビッグマウス
  - 利休にたずねよ
  - 仮面ライダー×仮面ライダー 鎧武&ウィザード 天下分け目の戦国MOVIE大合戦
- 2014年
  - 獣電戦隊キョウリュウジャーVSゴーバスターズ 恐竜大決戦! さらば永遠の友よ
  - 映画 プリキュアオールスターズNewStage3 永遠のともだち
  - 平成ライダー対昭和ライダー 仮面ライダー大戦 feat.スーパー戦隊
  - エレニの帰郷
  - 僕は友達が少ない
  - L♥DK
  - 魔女の宅急便
  - 相棒 -劇場版III- 巨大密室! 特命係 絶海の孤島へ
  - 聖闘士星矢 Legend of Sanctuary
  - 俺たち賞金稼ぎ団
  - キカイダー REBOOT
  - わたしのハワイの歩きかた
  - BUDDHA2 手塚治虫のブッダ -終わりなき旅-
  - 映画 ハピネスチャージプリキュア! 人形の国のバレリーナ
  - 仮面ライダー×仮面ライダー ドライブ&鎧武 MOVIE大戦フルスロットル
  - 柘榴坂の仇討
  - 醒めながら見る夢
- 2015年
  - 烈車戦隊トッキュウジャーVSキョウリュウジャー THE MOVIE
  - アゲイン 28年目の甲子園
  - 映画 プリキュアオールスターズ 春のカーニバル♪
  - ソロモンの偽証 前篇・事件/後篇・裁判
  - スーパーヒーロー大戦GP 仮面ライダー3号
  - 王妃の館
  - おかあさんの木
  - アリのままでいたい
  - 日本のいちばん長い日
  - ガールズ・ステップ
  - 映画 Go!プリンセスプリキュア Go!Go!!豪華3本立て!!!
  - 仮面ライダー×仮面ライダー ゴースト&ドライブ 超MOVIE大戦ジェネシス
- 2016年
  - 手裏剣戦隊ニンニンジャーVSトッキュウジャー THE MOVIE 忍者・イン・ワンダーランド
  - さらば あぶない刑事
  - 映画 プリキュアオールスターズ みんなで歌う♪奇跡の魔法!
  - ヒーローマニア-生活-
  - 植物図鑑 運命の恋、ひろいました
  - クリーピー 偽りの隣人
  - 日本で一番悪い奴ら
  - ディアスポリス -DIRTY YELLOW BOYS-
  - 映画 魔法つかいプリキュア! 奇跡の変身!キュアモフルン!
  - 疾風ロンド
  - 仮面ライダー平成ジェネレーションズ Dr.パックマン対エグゼイド&ゴーストwithレジェンドライダー
- 2017年
  - キセキ -あの日のソビト-
  - 劇場版 動物戦隊ジュウオウジャーVSニンニンジャー 未来からのメッセージ from スーパー戦隊
  - 劇場版 黒執事 Book of the  Atlantic
  - 一週間フレンズ。
  - 相棒 -劇場版IV- 首都クライシス 人質は50万人! 特命係 最後の決断
  - 映画 プリキュアドリームスターズ!
  - PとJK
  - 仮面ライダー×スーパー戦隊 超スーパーヒーロー大戦
  - ピーチガール
  - 関ヶ原
  - 二度めの夏、二度と会えない君
  - ユリゴコロ
  - 映画 キラキラ☆プリキュアアラモード パリッと!想い出のミルフィーユ!
  - ラストレシピ〜麒麟の舌の記憶〜
  - 仮面ライダー平成ジェネレーションズ FINAL ビルド&エグゼイドwithレジェンドライダー
  - 探偵はBARにいる3
- 2018年
  - リバーズ・エッジ
  - 映画 プリキュアスーパースターズ!
  - 曇天に笑う
  - honey
  - 孤狼の血
  - 虹色デイズ
  - 劇場版 夏目友人帳 〜うつせみに結ぶ〜
  - パーフェクトワールド 君といる奇跡
  - 覚悟はいいかそこの女子。
  - 映画 HUGっと!プリキュア♡ふたりはプリキュア オールスターズメモリーズ
  - 旅猫リポート
  - 平成仮面ライダー20作記念 仮面ライダー平成ジェネレーションズ FOREVER
- 2019年
  - 映画 プリキュアミラクルユニバース
  - L♥DK 一つ屋根の下、「スキ」がふたつ。
  - 映画 スター☆トゥインクルプリキュア 星のうたに想いをこめて
  - アルキメデスの大戦
- 2020年
  - 映画 プリキュアミラクルリープ みんなとの不思議な1日
  - 仮面ライダー 令和 ザ・ファースト・ジェネレーション
  - グッドバイ〜嘘からはじまる人生喜劇〜
  - 一度も撃ってません
  - 人数の町
  - ミッドナイトスワン
  - 朝が来る
  - 十二単衣を着た悪魔
  - AWAKE
- 2021年
  - 映画 ヒーリングっど♥プリキュア ゆめのまちでキュン!っとGoGo!大変身!!
  - 復興応援 政宗ダテニクル 合体版＋
  - 騙し絵の牙
  - いのちの停車場
- 2022年
  - 峠 最後のサムライ
  - 大河への道
  - 冬薔薇
  - 仮面ライダーギーツ×リバイス MOVIEバトルロワイヤル
- 2023年
  - こんにちは、母さん
  - [8]
- 2024年
  - 陰陽師0
  - はたらく細胞
- 2025年
  - 雪の花 -ともに在りて-
  - フロントライン

### テレビアニメ
- 正解するカド
- エロマンガ先生
- ねこねこ日本史
- ブレンド・S
- スロウスタート
- グランクレスト戦記

## 提供番組
- 木下工務店 FM CINEMA（TOKYO FM・FM OSAKA・FM AICHI・FM FUKUOKA・Date-fm・K-MIX）
- 木下工務店 BRAVO! BRAVO!（J-WAVE・ZIP-FM・CROSS FM）
- 木下工務店 entage（FM802・FMヨコハマ）
- SUMAU（TBS・RKB）